# بهلول (اسم)
بهلول هو اسم علم مذكر من أصل عربي، ومعناه هو السيد الجامع لكل شيء بما في الخير المضحك المهرج.

## شخصيات تحمل الاسم
- بهلول اللودهي (1406 – 12 يوليو 1489)
- بهلول بن ذؤيب
- بهلول بن مرزوق (القرن 8 – 802)
- بهلول بن عمرو الصيرفي الكوفي (ت. 190 هـ/807م) شاعر عباسي تظاهر بالجنون.

## وصلات خارجية
- موسوعة السلطان قابوس لأسماء العرب